# María Luisa Ponte
María Luisa Ponte (ur. 21 czerwca 1918, zm. 2 maja 1996) – hiszpańska aktorka filmowa i telewizyjna.

## Filmografia
seriale
- 1966: Teatro de siempre jako Belina
- 1983: Anillos de oro jako Asunción
- 1995: Regenta, La

film
- 1955: Educando a papa
- 1960: Wózek (film 1960) jako Matilde
- 1964: Triumf gigantów
- 1981: 127 millones libres de impuestos jako Marta
- 1994: Kołysanka jako Matka Tornera

## Nagrody
Za rolę matki Tornera w filmie Kołysanka została uhonorowana nagrodą Goya.